# Zuidwillemsvaart (krant)
De Zuidwillemsvaart was een regionale krant die van 1881 tot 1944 uitgegeven werd in Helmond.

## Geschiedenis
Na de afschaffing van het dagbladzegel in 1869 verschenen in veel grotere plaatsen in Nederland regionale nieuwsperiodieken. Zo ook in het opkomende industriestadje Helmond, waar rond 1880 twee kranten het licht zagen. Het eerste proefnummer van 'De Zuid-Willemsvaart' (met verbindingsstreepje, genoemd naar de 'levensader' van de plaatselijke industrie) verscheen 9 april 1881. Eind 1885 had de tweemaal per week verschijnende krant naar eigen opgaaf een oplage van ruim 1200 exemplaren. In 1897 kwam de krant in bezit van de plaatselijke drukkerij Van Moorsel & Van den Bogaart. 
Met het aantrekken in 1899 van de voormalige onderwijzer H.N. Ouwerling als journalist kreeg de krant - die nauwelijks driehonderd abonnees telde - nieuw elan. Onder zijn hoofdredacteurschap bereikte de krant inhoudelijk een hoog niveau, terwijl ook aan de zakelijke kant - de uitvoering en de verschijningsfrequentie - én het aantal abonnees (in 1900 al 1400) het nodige verbeterde. Zo plaatste het blad in 1910 een eerste foto. In 1909 nam het blad de titel en abonnees van de plaatselijke concurrent Het Nieuws van de Week over. In 1913 werd de dan opgerichte NV Boek- en Handelsdrukkerij Helmond - met naast Ouwerling GJA Hendriks als directeur - de uitgever. In 1916 werd de verschijningsfrequentie verhoogd tot drie keer per week (mede dankzij de inzet van een rotatiepers die direct van het zetsel kon drukken), in 1921 werd 'De Zuidwillemsvaart' een dagblad. Inmiddels verzorgde de uitgeverij een aantal weekbladen, zoals het weekblad het Zondagsblad voor het Katholiek Huisgezin en vanaf 1917 het landelijk opinieweekblad De Nieuwe Eeuw. Daarnaast gaf de uitgeverij ook tweewekelijkse periodieken en maandbladen uit. 
De jaren twintig en dertig van de twintigste eeuw sloeg de NV Boek- en Handelsdrukkerij Helmond haar vleugels verder uit. Er kwam een landelijk dagblad, De Morgen, dat verscheen van 1924 tot 1938, en een periodiek voor de Eindhovense markt, Groot Eindhoven. De Zuidwillemsvaart bleef voor de regio een toonaangevende nieuwsbron, hoewel op diverse plaatsen nieuwe nieuwsperiodieken verschenen die een lagere verschijningsfrequentie hadden, zoals Peelbelang te Deurne. Met 6.806 abonnees in 1939 behoorde De Zuidwillemsvaart tot de kleinste regionale katholieke bladen. Tijdens de Duitse bezetting bleef het blad verschijnen, onder Duitse controle. Na de bevrijding van Helmond in 1944 werd de uitgave stopgezet.